# Nocna mara
Nocna mara (tyt. oryg. Night Mare) – szósty tom cyklu Xanth amerykańskiego pisarza Piersa Anthony’ego. Po raz pierwszy ukazał się w 1983 roku, w Polsce przetłumaczony przez Annę Dobrowolską i wydany przez Dom Wydawniczy „Rebis” w 1993 roku.